# Estación de Orange
La estación de Orange, es la principal estación ferroviaria de la ciudad francesa de Orange. Por ella circulan tanto trenes de alta velocidad como regionales.

## Historia
Fue inaugurada el 29 de junio de 1854 por parte de la Compañía de Ferrocarriles de París a Lyon y al Mediterráneo (PLM). 

## Situación ferroviaria
Se sitúa en la línea férrea París-Marsella (PK 713,253). Pertenecía además a la línea férrea Orange - Isle-Fontaine-de-Vaucluse, una variante que permitía evitar el paso por Aviñón. Fue sin embargo cerrada y posteriormente desmantelada.

## Descripción
La estación actual data de la década de 1960. Se compone de tres andenes al que acceden siete vías. Dispone de atención comercial todos los días y de máquinas expendedoras de billetes.

## Servicios ferroviarios

### Alta Velocidad
Los siguientes TGV acceden a la estación:
- Línea París ↔ Miramas.

### Regionales
Los trenes regionales abarcan los siguientes recorridos:
- Línea Orange ↔ Aviñón.
- Línea Valence ↔ Aviñón.
- Línea Lyon ↔ Marsella.